# Dimer tris(dimethylamino)hliníku
Dimer tris(dimethylamino)hliníku je komplexní sloučenina, amidokomplex hliníku. Používá se na přípravu dalších komplexů hliníku.
Tato sloučenina může být zakoupena, nebo připravena reakcí dimethylamidu lithného s chloridem hlinitým.